# Lutter Tibor
Lutter Tibor (Budapest, 1910. augusztus 15. – Budapest, 1960. június 9.) irodalomtörténész, az irodalomtudományok doktora. Az Eötvös Loránd Tudományegyetem Bölcsészettudományi Kar Angol Nyelv- és Irodalom Tanszék egykori oktatója és tanszékvezetője.

## Családja
Lutter Tibor római katolikus értelmiségi családból származott. Nagyszülei Lutter János (Lök, Bars vármegye, 1830. június 10. – Budapest, 1911. április 19.) honvéd tüzér főhadnagy, középiskolai tanár, a budapesti II. kerületi katolikus gimnázium igazgatója, és Aczél Irma voltak.
Testvérei Lutter Nándor és Lutter Béla (1908–1967) vegyészmérnök, élelmiszer-kémikus, kandidátus. Leánya Lutter Éva, fia Lutter Tibor.

## Tanulmányai
A kalocsai jezsuita gimnáziumban (mai nevén: Szent István Gimnázium) kezdte meg középiskolai tanulmányait, majd a II. kerületi katolikus reál gimnáziumban (mai nevén: Budapesti Egyetemi Katolikus Gimnázium) érettségizett 1928-ban. 1933-ban szerzett egyetemi angol–magyar–francia szakos tanári diplomát a Pázmány Péter Egyetemen, majd 1936-ban bölcsészdoktori diplomát.

## Tanári pályafutása
1933 és 1946 között a budapesti IX. kerületi felsőkereskedelmi iskola (mai nevén: Szent István Közgazdasági Szakgimnázium és Kollégium), illetve kereskedelmi középiskola rendes tanára. 1943 és 1944 között a budapesti Német Birodalmi Iskola (Deutsche Reichschule) tanára is. 1944 és 1945 között az ország német megszállása idején részt vett a fegyveres nemzeti ellenállásban.
1946 és 1948 között a Szegedi Tudományegyetem Angol Filológiai Intézete megbízott előadó tanára. 1948 és 1950 között főiskolai tanári rangban a budapesti Eötvös József Collegium igazgatója, egyúttal a Debreceni Tudományegyetem magántanára 1946 és 1948 között.
1949 és 1952 között a Pázmány Péter Tudományegyetem, illetve az ELTE BTK Angol Filológiai Intézete intézeti tanára, az Angol Nyelv és Irodalom Tanszék tanszékvezető egyetemi docense (1952–1957), a Világirodalom Tanszék egyetemi docense (1957–1960). Az Idegen Nyelvek Főiskolája Angol Tanszékének vezetője is volt.

## Munkássága
- Az újabb angol irodalom nagy kérdőjele: James Joyce (Bp., 1935);
- Dráma és valóság (Acta Universitatis Szegediensis, 1947);
- G. B. Shaw (Bp., 1952);
- Jonathan Swift (Bp., 1954);
- John Milton, az angol polgári forradalom költője (Bp., 1956);
- James Joyce (Bp., 1959). – Irod. Bóka László: Búcsú L. T.-tól (Élet és Irod. 1960. 25. sz.).